# باشگاه فوتبال قره‌باغ
باشگاه فوتبال قره‌باغ (به ترکی آذربایجانی: Qarabağ futbol klubu) از باشگاه‌های فوتبال آذربایجانی است که در سال ۱۹۵۱ در شهرستان آغدام تأسیس شده‌است و هم‌اکنون در لیگ برتر فوتبال جمهوری آذربایجان بازی می‌کند. از سال ۱۹۹۳ به واسطه جنگ قره‌باغ بازی‌های خانگی این تیم، در ورزشگاه توفیق بهراموف و ورزشگاه ملی باکو انجام می‌گیرد.
باشگاه فوتبال قره‌باغ سابقه ۸ عنوان قهرمانی در لیگ برتر فوتبال جمهوری آذربایجان، ۶ عنوان قهرمانی بهدر جام حذفی فوتبال جمهوری آذربایجان را در کارنامه افتخارات خود دارد. همچنین سابقه یک بار حضور در لیگ قهرمانان اروپا و چهار بار حضور در لیگ اروپا را داراست.که یک بار حتی مراحل پایانی نیز راه پیدا کرد و مقابل تیم آ اس رم متوقف شد.و بار دیگر در مراحل پایانی مقابل چلسی متوقف و به کار خود خاتمه داد.باشگاه فوتبال قره باغ در سال پلی آف لیگ قهرمانان اروپابا پیروزی بر  باشگاه فوتبال کپنهاگن به  لیگ قهرمانان اروپا راه یافت.

## تاریخچه

### دوران شوروی (1951-1991)
این باشگاه در سال 1951 با نام محسول پس از ساخت ورزشگاه شهر اقدم تأسیس شد .  سپس تلاش جدی برای ایجاد یک تیم فوتبال حرفه ای آغاز شد.  در نتیجه قره باغ اف کی با نام محسول در مسابقات قهرمانی آذربایجان شوروی در سال 1966 شرکت کرد .  در آن سال، باشگاه در مسابقات قهرمانی محلی به مقام چهارم رسید.
قره باغ برای چهار سال متوالی در مسابقات قهرمانی محلی شرکت کرد که طی آن مقام دوم بهترین نتیجه آنها بود (در سال 1969  به دست آوردند ). پس از سال 1969 اما به دلیل بی دقتی و عدم حمایت مالی، تیم تقریباً ده سال از مسابقات قهرمانی کنار رفت.  در سال 1977، این تیم با نام شفق متولد شد . شفق در سال 1361 تنها نماینده اقدم در فوتبال بود. بین سال های 1982 و 1987، این تیم از نام "جامعه تعاونی" استفاده می کرد. قره باغ در سال 1988 در مسابقات محلی آذربایجان SSR با نام فعلی عنوان قهرمانی را به دست آورد.  علاوه بر مدال های قهرمانی، باشگاه حق بازی در لیگ دوم شوروی را نیز به دست آورد .

### اثرات جنگ و مبارزات مالی (1991-2008)
در 23 ژوئیه 1993، در جریان جنگ اول قره باغ کوهستانی ، شهر آگدام توسط نیروهای مسلح ارمنستان تصرف شد،  و تیم مجبور به نقل مکان از ورزشگاه عمارت به باکو شد، در حالی که سرمربی سابق و بازیکن تیم، الله وردی باغیروف ، در جنگ جان باخت.  با وجود تمام این مشکلات، قره باغ در سال 1993 قهرمان لیگ برتر و همچنین جام آذربایجان شد . مشکلات مالی در طول دوره 1998 تا 2001 گریبانگیر باشگاه شد و این باشگاه روزهای سختی را پشت سر گذاشت، اگرچه اولین تیم آذربایجانی بود که در خارج از خانه در یک رقابت اروپایی با شکست تیم اسرائیلی مکابی هیفا در جام یوفا اینترتوتو در سال 1999 به لطف دو ضربه اسطوره باشگاه به پیروزی رسید  Mushfig Husey .  قره باغ همچنین بارها نماینده آذربایجان در جام برندگان جام یوفا و جام یوفا بوده است.
این مشکلات در سال 2001، زمانی که یکی از بزرگترین هلدینگ های آذربایجان، هلدینگ آذرسون ، شروع به حمایت مالی از این تیم کرد، برطرف شد. این تیم به مدت دو فصل از نام قره باغ آذرسون استفاده کرد ، اما در سال 2004 نام اصلی خود را برگرداند. 

### عصر قربان قربانف (2008–اکنون)
در سال 2008، قربان قربانوف ستاره سابق فوتبال آذربایجان پس از جدایی غیرمنتظره راسیم کارا از خزر لنکران یک هفته قبل از شروع فصل 09-2008 به عنوان سرمربی منصوب شد . قره باغ به رهبری قربانوف یک استراتژی رایج در فوتبال آذربایجان را نادیده گرفته است: اجتناب از خرید خارجی به نفع پرورش استعدادهای داخلی.  قربانوف سبک بازی تیکی تاکا را با خود به ارمغان آورد که با پاس های کوتاه، دوره های طولانی آماده سازی و تعویض موقعیت بازیکنان مشخص می شود. 
قره باغ تحت هدایت قربانف به یکی از موفق ترین باشگاه های فوتبال آذربایجان در اروپا تبدیل شده است (با سه برد متوالی) و یکی که با شکست روزنبورگ در لیگ اروپا به مرحله پلی آف لیگ اروپا راه یافت و همچنین هونکا فنلاند را حذف کرد.  دستاوردهای مسابقات اروپایی، قربانوف را به یکی از موفق ترین مدیران آذربایجان تبدیل کرده است. 
در سال 2010، این باشگاه با شکست 4–1 متالورگ اسکوپیه در باکو و حذف ویسلا کراکوف برای دومین سال متوالی به پلی آف، رکورد آذربایجان را برای مهم ترین برد در رقابت های اروپایی به نام خود ثبت کرد .  در سال 2011، باشگاه با شکست دادن 4–0 Banga Gargždai در Gargždai همان رکورد را تکرار کرد .  فصل 2011–2012 به سبک ناامیدکننده ای برای قره باغ به پایان رسید، اما آنها در جایگاه چهارم به پایان رسیدند و باشگاه را بدون رقابت اروپایی رها کردند.  در سال 2013، قره باغ برای سومین بار در تاریخ خود به مرحله پلی آف لیگ اروپا رسید. 
در ماه می 2014 قره باغ پس از 21 سال دومین قهرمانی لیگ خود را به دست آورد.  یک ماه بعد، با شکست دادن ردبول سالزبورگ ، این باشگاه اولین تیم آذربایجانی شد که در دور سوم لیگ قهرمانان اروپا پیروز شد .  در آگوست 2014، باشگاه برای چهارمین بار در پنج فصل گذشته به مرحله پلی آف لیگ اروپا رسید.  در سال 2014، قره باغ به مرحله گروهی لیگ اروپا 2014–2015 راه یافت و دومین تیم آذربایجانی شد که در مسابقات اروپایی به این مرحله صعود می کند.  در 23 اکتبر 2014، پس از شکست دادن  باشگاه اوکراینی دنیپرو دنیپروپتروفسک 1–0، این تیم اولین باشگاه آذربایجانی شد که در مرحله گروهی لیگ اروپا پیروز شد. 
در سال 2017، قره باغ پس از پیروزی بر شریف تیراسپول ، برای اولین بار به مرحله پلی آف لیگ قهرمانان اروپا راه یافت. در بازی اول، آنها در باکو ، تیم دانمارکی اف سی کپنهاگ را با نتیجه 1-0 بردند .  قره باغ علیرغم باخت 2–1 در بازی برگشت، با گلهای خارج از خانه پیروز شد و اولین تیم آذربایجانی شد که به مرحله گروهی لیگ قهرمانان اروپا راه یافت.  آنها در گروه C در کنار چلسی ، اتلتیکو مادرید و رم قرار گرفتند ، جایی که موفق شدند پس از دو تساوی و چهار باخت، دو امتیاز در شش بازی به دست آورند. 
در ژوئیه و آگوست 2021، قره باغ اولین حضور خود را در مرحله گروهی لیگ کنفرانس اروپا UEFA تضمین کرد . قره باغ اشدود (0–0 و 1–0)،  آیل لیماسول (1–1 و 1–0)  و آبردین (1–0 و 3–1)  را در مسابقات مقدماتی حذف کرد . در 27 آگوست، قره باغ در گروه H لیگ کنفرانس اروپا 2021–22 در کنار بازل ، کایرات و اومونیا قرار گرفت .  آنها در نهایت در رده دوم گروه قرار گرفتند و به دور حذفی پلی آف راه یافتند. 
در فصل 2023–24 قره باغ به مرحله گروهی لیگ اروپا راه یافت و پس از بایر لورکوزن در رده دوم قرار گرفت . قره باغ متعاقباً در مرحله حذفی پلی آف مقابل براگا قرار گرفت . بازی رفت با نتیجه 4-2 به سود قره باغ به پایان رسید. بازی برگشت پس از زمان عادی 2-0 به سود براگا به پایان رسید، اما در نهایت با نتیجه 3-2 به نفع تیم پرتغالی پس از وقت اضافه به پایان رسید، که به این معنی بود که قره باغ در مجموع 6-5 پیروز شد و بنابراین اولین تیم تاریخ از آذربایجان شد که در هر رقابت باشگاهی یوفا به مرحله یک هشتم نهایی راه یافت. قرعه کشی مرحله یک هشتم نهایی آنها را در مقابل بایر لورکوزن قرار داد که قبلاً در مرحله گروهی با آنها بازی کرده بودند. این باشگاه در بازی اول در خانه با بایرلورکوزن 2–2 مساوی کرد اما در بازی برگشت به دنبال دو گل توقفی پاتریک شیک شکست خورد و بازی با نتیجه 3–2 به پایان رسید. 